# Фішбахталь
Фішбахталь (нім. Fischbachtal) — громада в Німеччині, знаходиться в землі Гессен. Підпорядковується адміністративному округу Дармштадт. Входить до складу району Дармштадт-Дібург.
Площа — 13,27 км2. Населення становить 2740 ос. (станом на 31 грудня 2020).